# 三陟站
三陟站（：／ Samcheok yeok */?）是東海線和三陟線的起終着車站，位於韓國江原道三陟市南陽洞。

## 历史
- 1944年2月11日 - 落成使用[1]。
- 2025年1月1日 - 東海線開通。

## 相鄰車站
韓國鐵道公社
東海線
近德－三陟
三陟線
三陟海邊－三陟